# Bachmühle (Unterriexingen)

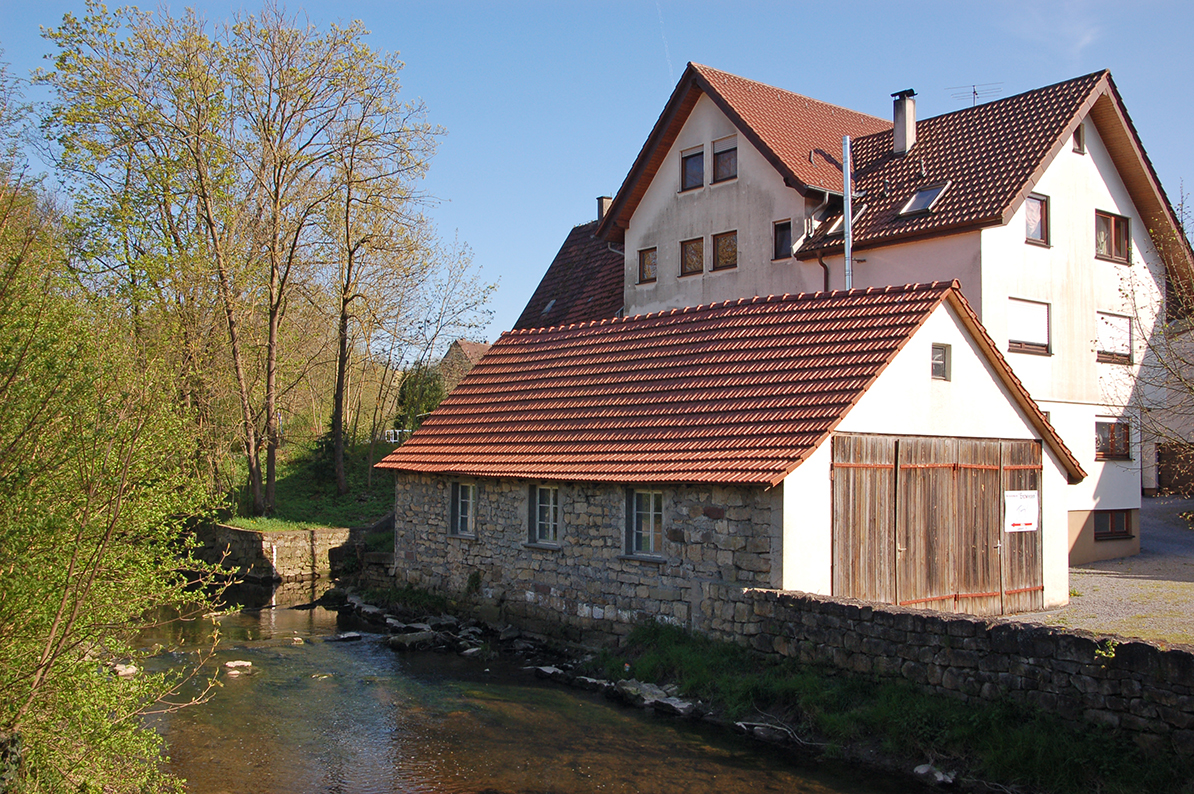
Bachmühle mit „Bypass“ vom Mühlkanal in die Glems

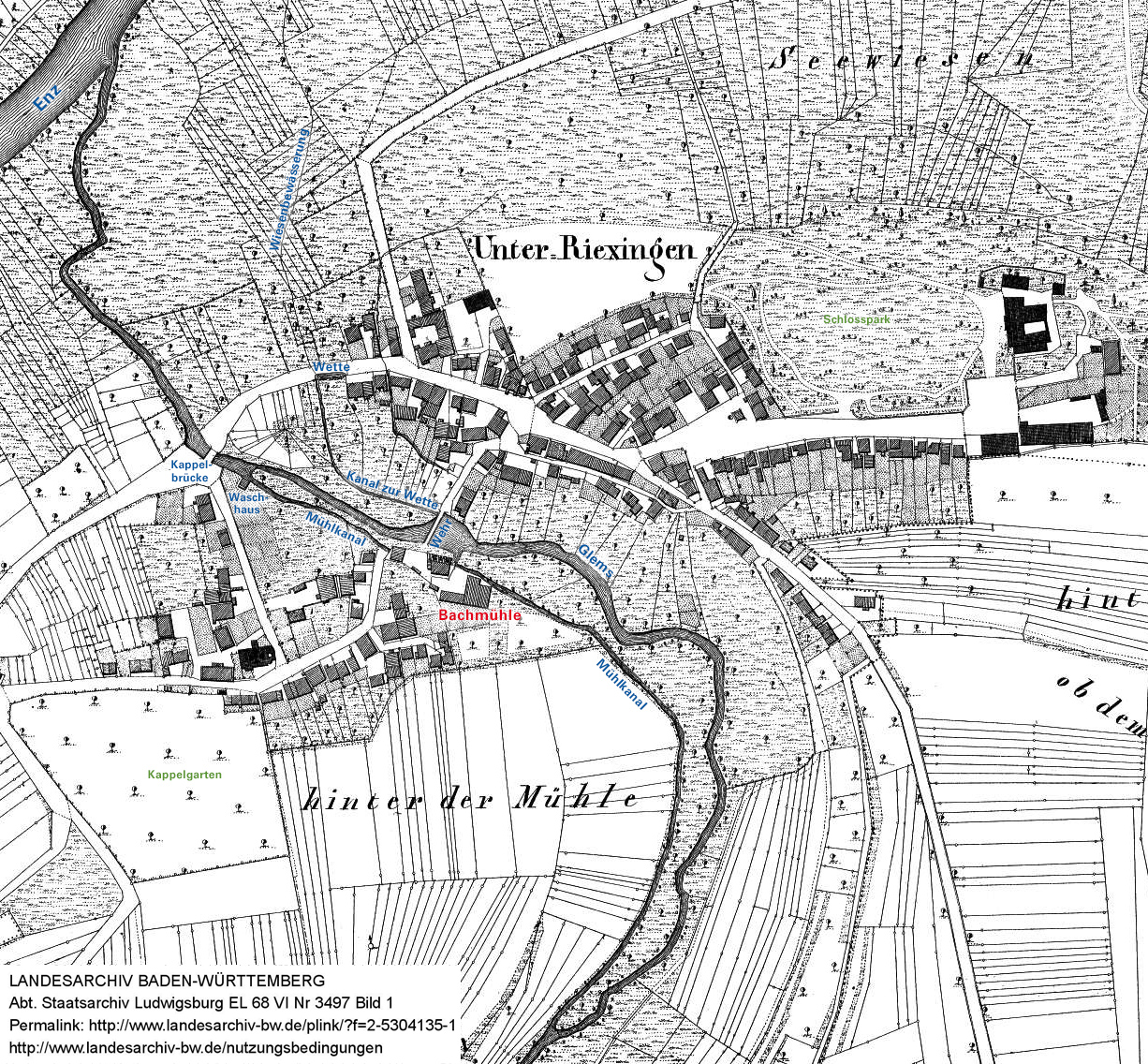
Bachmühle und Mühlgraben auf der Urflurkarte von 1832 mit Wehr und weiterem Kanal zur Wette und Wiesenbewässerung

Die Bachmühle ist eine ehemalige Wassermühle an der Glems im Markgröninger Stadtteil Unterriexingen in Baden-Württemberg. Ihren Namen erhielt sie zur Unterscheidung von der Enzmühle, einer weiteren Mühle nördlich des Ortes an einem ehemaligen Wehr in der Enz.

## Geschichte
In einem um 1280 von Abt Edelin erstellten Güterverzeichnis des elsässischen Klosters Weißenburg wird eine Mühle in Unterriexingen genannt. Es ist aber unklar, ob es sich dabei um die Bach- oder die Enzmühle handelt. Eine sichere Erwähnung findet sich erst in einer Urkunde aus dem Jahr 1379: Die Mühle gehört nun dem Kirch- und Ortsherrn Heinrich von Riexingen und wird hier „Mülin im Dorf“ genannt. Sie wurde damals noch ohne Mühlgraben unterschlächtig betrieben.

### Oberschlächtiger Betrieb
Im 17. und 18. Jahrhundert lag die Bachmühle in Händen der Müllerfamilie Grau. 1687 zog Hannß Jost Grau seinen Antrag, die Bachmühle aufzugeben und dafür die abgegangene Enzmühle neu zu erstellen, wegen zu hoher Kosten zurück. Günstiger erschien ihm, dem unsteten Wasserfluss durch den Bau eines Mühlkanals für oberschlächtigen Betrieb zu begegnen. Mit Genehmigung der württembergischen Rentkammer erstellte er alsdann den 540 Meter langen, links von der Glems abgezweigten Mühlgraben, der großteils durch herrschaftliche Wiesen und bei der Mühle unter dem Hof und der Glemsstraße hindurch führte (siehe Flurkarte). Sein Nachfolger Hans Jörg Grau, der zwei Mahlgänge und einen Gerbgang betrieb, musste an den württembergischen Herzog Eberhard Ludwig sowie an Johann Philipp von Sternenfels und Maria Jacobe Schertlin, geb. von Sternenfels, Abgaben leisten.
Anfang des 19. Jahrhunderts heiratete Friedrich Lieb in die Mühle ein, die inzwischen von vier oberschlächtigen Wasserrädern angetrieben wurde. Zwei weitere kamen in der Ära Lieb hinzu, um eine Gipsmühle und eine Hanfreibe anzutreiben. Vor der heutigen Glemsbrücke bei der Bachmühle bestand bis ins 20. Jahrhundert noch ein Wehr, von dem ein kleinerer Kanal rechts der Glems zu einer Wette und weiter zur Wiesenbewässerung in der Enzaue führte (siehe Karte). An der zweiten Mündung des Mühlkanals weiter glemsabwärts war zeitweise eine weitere Mühle.
1853 erwarb Heinrich Michael Weizsäcker die Bachmühle, um sie 1869 bereits an Jakob Friedrich Krumm aus Gündelbach abzutreten, der sie wiederum 1872 an Chriistian Friedrich Müller aus Brackenheim verkaufte. Zum Zeitpunkt des Verkaufs gehörten zur Mühle neben dem Mühlengebäude mit vier Gängen eine Gerbmühle und ein Staubhäusle, Scheune und Wagenschuppen, ein Schweine- und ein Viehstall, ein Waschhaus und ein Backhäusle.
Von 1880 bis 1905 gehörte die Bachmühle Wilhelm Sax. Als er sie an den Markgröninger Wilhelm Klink verkaufte, hatte sie zwei oberschlächtige Wasserräder von je 3,76 m Durchmesser und 1,04 m bzw. 1,23 m Breite. Sie arbeitete mit drei Mahlgängen und einem Gerbgang und hatte zudem eine Griesputzmaschine, eine Futterschneidmaschine und eine Dreschmaschine. Das Wasser trieb auch einen Schleifstein sowie eine Obstmühle an, deren Zähne und die beiden gegeneinander laufenden Steine das Obst verkleinerten, bevor es gepresst wurde.

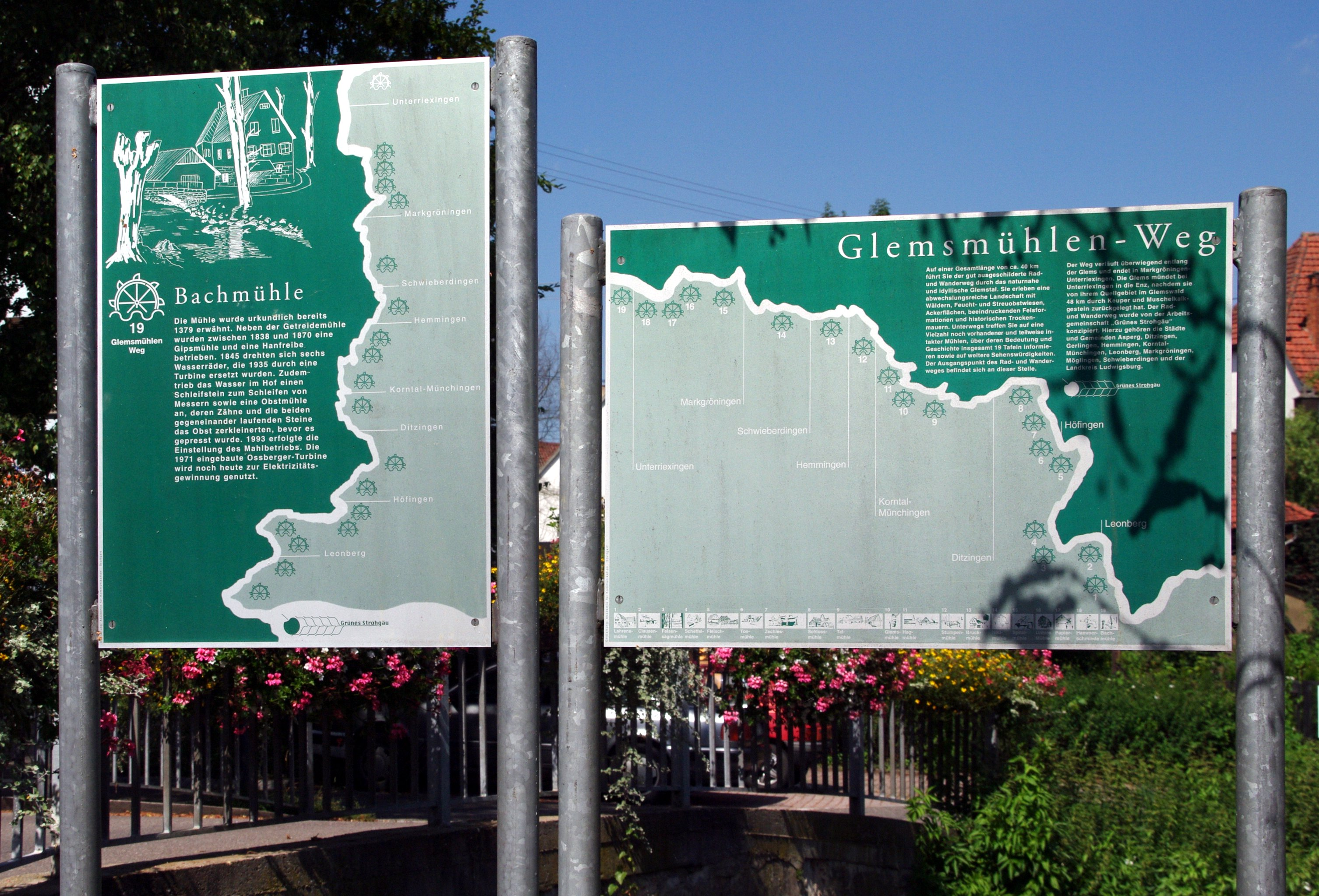
Hinweistafeln zur Bachmühle und zum Glemsmühlenweg

### Umrüstung auf Turbinen und Betriebsaufgabe
1931 übernahm Christoph Weil die Mühle und ersetzte 1935 die schadhaften Wasserräder durch eine Ossberger-Turbine mit 23 PS Höchstleistung. 1971 installierte dessen Sohn Gerhard Weil eine neue Ossberger-Saugrohrturbine mit 50,3 PS Höchstleistung.
1993 stellte dieser letzte Müller den Mahlbetrieb ein, ließ das Mühlengebäude zu einem Wohnhaus umbauen und einige Nebengebäude abreißen. Die Turbine wird weiterhin zur Stromgewinnung genutzt. Der Mühlkanal blieb erhalten und mündet hier als „Bypass“ in die Glems.
Die Bachmühle ist die letzte mit einer Hinweistafel versehene Station des von Leonberg bis Unterriexingen verlaufenden Glemsmühlenwegs.